# Wenzel Hecke

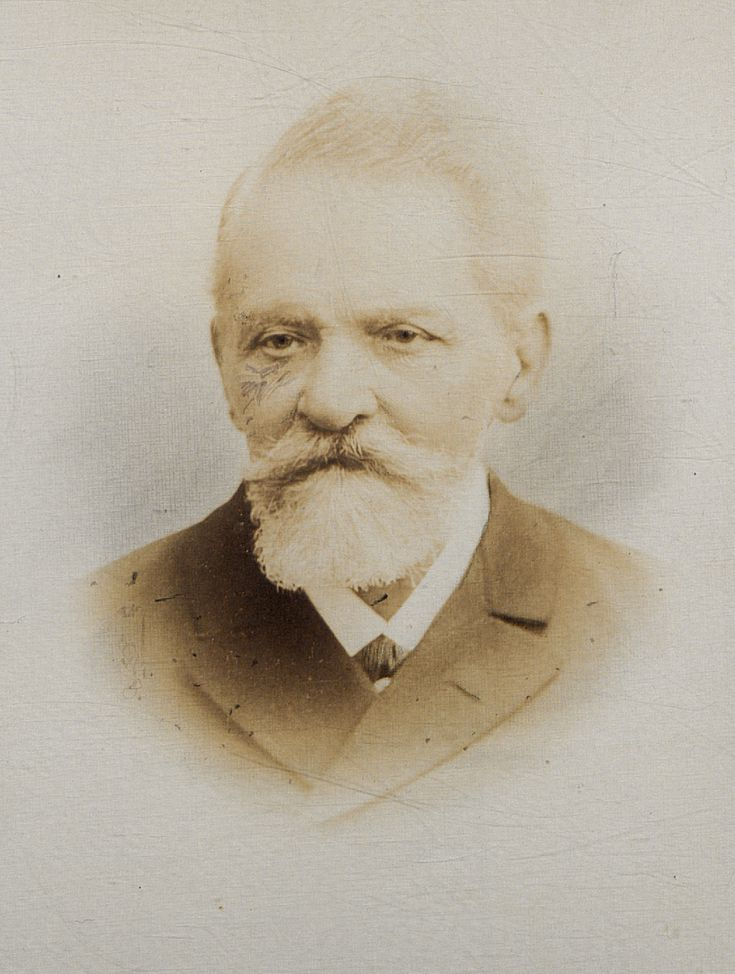
Wenzel Hecke

Wenzel Hecke (* 20. Februar 1824 in Reichenberg, Böhmen; † 27. April 1900 in Wien) war ein österreichischer Agrarwissenschaftler. Seit 1872 lehrte er als Professor für landwirtschaftliche Betriebslehre an der Hochschule für Bodenkultur in Wien.

## Leben und Wirken
Wenzel Hecke studierte nach mehrjähriger Tätigkeit als Landwirt ab 1850 an der Höheren Landwirtschaftlichen Lehranstalt in Ungarisch-Altenburg. 1854 erhielt er dort eine Anstellung als Dozent, 1857 wurde ihm der Titel Professor verliehen. Zunächst hatte er die Fachgebiete Pflanzenbau und Forstwirtschaftslehre zu vertreten, ab 1864 war er für die landwirtschaftliche Betriebslehre zuständig. Von 1872 bis 1895 wirkte er als ordentlicher Professor für landwirtschaftliche Betriebslehre an der Hochschule für Bodenkultur in Wien.
Anerkennung in der Fachwelt erwarb sich Hecke vor allem durch mehrere anregende Publikationen auf den Gebieten des Pflanzenbaus und der landwirtschaftlichen Betriebslehre. Hervorzuheben ist seine 1877 erschienene Schrift „Die Schwankungen des Roh- und Reinertrages einzelner Landgüter“. 1879, ein Jahr nach dem Tode seines Freundes und Kollegen Friedrich Haberlandt, hat er dessen fertiggestelltes Lehrbuch-Manuskript „Der allgemeine landwirthschaftliche Pflanzenbau“ herausgegeben. Zahlreiche Beiträge veröffentlichte er in Sammelwerken, in der „Wiener Landwirthschaftlichen Zeitung“, sowie im „Österreichischen Landwirthschaftlichen Wochenblatt“.

## Schriften
- Die Forstwirthschaftslehre für Landwirthe sowie für Studierende an landwirthschaftlichen und forstwirthschaftlichen Lehranstalten. Verlag Wilhelm Braumüller Wien 1858.
- Die Landwirthschaft der Umgebung von Ungarisch-Altenburg und die landwirthschaftliche Lehranstalt daselbst. Verlag Wilhelm Braumüller Wien 1861.
- Die Schwankungen des Roh- und Reinertrages einzelner Landgüter. Verlag Faesy & Frick Wien 1877.
- Friedrich Haberlandt: Der allgemeine landwirthschaftliche Pflanzenbau. Nach dem Tode des Verfassers herausgegeben von Wenzel Hecke. Verlag Faesy & Frick Wien 1879.
- Auf landwirthschaftlichen Wanderungen. Verlag Hugo H. Hitschmann Wien 1891.